# Mestocharella congoensis
Mestocharella congoensis är en stekelart som beskrevs av Jean Risbec 1957. Mestocharella congoensis ingår i släktet Mestocharella och familjen finglanssteklar.
Artens utbredningsområde är Rwanda. Inga underarter finns listade i Catalogue of Life.